# Chantal Hoffmann
Chantal Hoffmann (Ciutat de Luxemburg, 30 d'octubre de 1987) és una ciclista luxemburguesa, professional des del 2014 i actualment a l'equip Lotto Soudal Ladies. Ha participat en els Jocs Olímpics de 2016.